# Urð

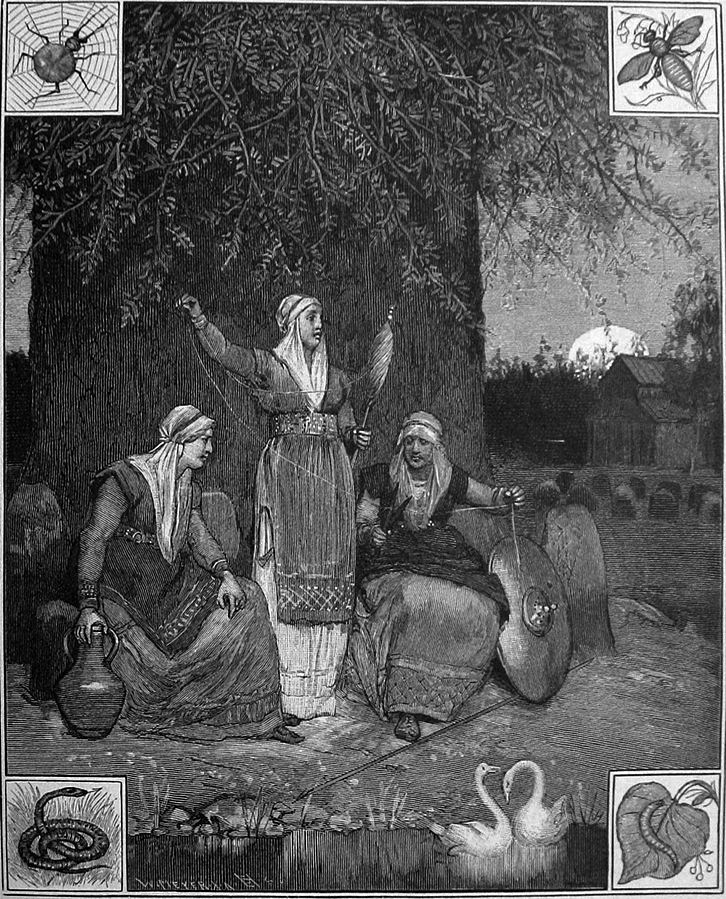
Las Nornas hilando los hilos del destino a los pies del árbol Yggdrasil.

Urd, Urð, o Urðr era una de las tres principales nornas de la mitología nórdica junto a Verdandi y Skuld. Urðr lleva la connotación de "destino" en nórdico antiguo; de hecho, la palabra "destino" en sueco moderno, öde, deriva de ésta. Su etimología es el pretérito del verbo verða, "devenir", es decir, "lo que devino, lo que ha ocurrido". En sajón (alemán) antiguo la palabra equivalente es wurth. En anglosajón (inglés antiguo) la palabra equivalente es wyrd, lo que da lugar a la palabra inglesa moderna weird (raro, extraño). El significado original del término puede verse en el nombre de las brujas en Macbeth de Shakespeare, The Weird Sisters, que juegan justamente el papel de las nornas. Otros términos nórdicos asociados a la noción de destino son örlog, orlög, örlög, donde la raíz "ör-" está relacionada al destino (urðr) y a algo primigenio (ur-); estos términos significan pues "lucha, ley (log/lög/lag) primigenia, o ley del destino".
Debido a la etimología de verða/urðr, se interpreta usualmente que esta norna está asociada a aspectos del destino ligados "al pasado". Otros autores sostienen, sin embargo, las Eddas no caracterizan a las nornas como dísir que sean responsables exclusivas de distintos períodos del tiempo. Por el contrario, el material sugiere que todas ellas están asociadas al destino y que el pasado, el presente, y el futuro están entrelazados de tal modo que no pueden ser separados por las nornas. Esta interpretación considera que Urðr/Wyrd refleja cómo lo pasado afecta continuamente y condiciona lo futuro, en tanto que al mismo tiempo lo que ha de ocurrir está moldeando el pasado.
En este contexto, Urd es la norna que hila los hilos del telar ("lo que ha ocurrido"), para que sus hermanas lo hilvanen y tejan con él la forma de las vidas de todos los seres ("lo que ocurre" y "lo que es necesario que ocurra"); en este aspecto, es grande su parecido con la griega Cloto, en tanto su papel de hiladora. El pozo de Urd toma su nombre, y es de allí que las tres Nornas extraen el agua y arcilla para regar el fresno Yggdrasil.

## Etimología
Tanto Urðr como Wyrd derivan del Proto-germánico *wurþiz, que a su vez viene del Proto-indoeuropeo *wrti-, una forma verbal abstracta de la raíz *wert-. Esta raíz se encuentra en la palabra latina vertere y en el verbo inglés arcaico weorþan o weorðan, que significa "convertirse, llegar a ser" (compárese con el verbo alemán moderno werden, devenir).
Debe notarse que el nombre de otra norna, Verðandi, comparte la misma etimología, si bien en este caso el nombre deriva de verðande, presente indicativo o presente continuo del verbo nórdico antiguo verða, es decir "lo que está haciéndose o ocurriendo ahora mismo", es decir, aspectos del destino que se reflejan en "el presente".